# Pour toujours, les Canadiens!
Pour plus de détails, voir Fiche technique et Distribution.
Pour toujours, les Canadiens! est un film québécois, entourant les célébrations du centenaire des Canadiens de Montréal, réalisé par Sylvain Archambault et écrit par Jacques Savoie. La sortie du film a lieu le 4 décembre 2009, date anniversaire du jour où les Canadiens de Montréal ont été fondés en 1909,. Une avant-première a lieu au centre Bell le 16 novembre 2009.

## Synopsis
Âgé de 17 ans, William Lanctôt-Couture est le joueur étoile de son équipe de hockey. À quelques semaines de Noël, il traverse toutefois un moment de dépression, démotivé par l’attitude de son entraîneur qui lui reproche son manque d’esprit d’équipe et peiné de voir son père si occupé à terminer un documentaire sur le centenaire du Club de hockey Canadien et qu’il semble oublier ses obligations familiales. Dans un hôpital d'enfants, sa mère travaille auprès des enfants 2 en particulier.

## Fiche technique
- Titre : Pour toujours, les Canadiens!
- Titre anglais ou international : The Canadiens, Forever
- Réalisation : Sylvain Archambault
- Scénario : Jacques Savoie
- Musique : Michel Corriveau
- Conception visuelle : Jean-François Campeau
- Costumes : Michèle Hamel
- Coiffure : André Duval
- Maquillage : Kathryn Casault, Larysa Chernienko
- Photographie : Jérôme Sabourin
- Son : Véronique Gabillaud, Marcel Pothier, Christian Rivest, Luc Gignac
- Montage : Yvann Thibaudeau
- Producteur : Luc Martineau, Lorraine Richard
- Société de production : Cité-Amérique
- Société de distribution : TVA Films
- Budget : 6 millions de dollars[3]
- Pays : Canada
- Langue originale : français
- Genre : comédie dramatique
- Format : couleur
- Durée : 95 minutes
- Dates de sortie :
  - Canada : 16 novembre 2009  (première - au Centre Bell à Montréal)[4]
  - Canada : 4 décembre 2009  (sortie en salle au Québec)
  - Canada : 23 mars 2010  (DVD)

## Distribution
- Dhanaé Audet-Beaulieu : William Lanctôt-Couture
- Antoine L'Écuyer : Daniel Delage
- Céline Bonnier : Michelle Lanctôt, mère de William et infirmière qui s'occupe de Daniel
- Christian Bégin : Benoît Couture, père de William
- Jean Lapointe : Gerry Thibodeau, chauffeur de la Zamboni du Centre Bell
- Denis Bernard : Dr Antoine Hébert, médecin de Daniel
- Diane Langlois : Évelyne Delage, mère de Daniel
- Réal Bossé : Marc Delage, père de Daniel
- Sandrine Bisson : Hélène, infirmière et conjointe du Dr Hébert
- Claude Legault : Bordeleau, entraîneur de l'équipe de hockey du Collège Français de Longueuil
- Hugo St-Onge Paquin : Gabriel, ami de Daniel
- Pierre-Paul Alain : Denis Beaulieu, coéquipier de William
- Jean-Alexandre Létourneau : Dominique Pratte, coéquipier de William
- Sylvie Boucher : Françoise, monteuse
- Jean Béliveau : lui-même
- Saku Koivu : lui-même
- Michel Mpambara : chauffeur de taxi africain
- Pierre Mailloux : chauffeur de taxi québécois
- Les joueurs des Canadiens de Montréal édition 2008-2009 : eux-mêmes
- Kelly-Ann Paradis : Denise, sœur de Daniel
- Maélie Paradis : Loulou, sœur de Daniel

## Soulignement du centenaire
Le film est produit à l'occasion du centenaire des Canadiens de Montréal, et est projeté dans cent salles de cinéma à travers le Québec. Il est également présenté en avant-première, le 16 novembre 2009, au Centre Bell, domicile des Canadiens de Montréal.

## Réception critique
Pour le critique Marc Cassivi de La Presse, le film est « une promo de 1h30 déguisée en film », qui « manque cruellement de synchronisme », et « la machine grince de partout ». Pour Marc-André Lussier, également de La Presse, le film est « un produit bancal dans lequel on tente d'épingler trop de choses à la fois ». Dans 24 images, Marcel Jean n'est pas plus impressionné, et conclut son article ainsi : « On se rappellera que Marc Robitaille et Georges-Hébert Germain, les deux premiers scénaristes embauchés par la production, ont été virés en cours de processus. On imagine mal qu’ils aient pu faire pire. »